# Enrico di Brandeburgo
Enrico II di Brandeburgo-Stendal, soprannominato il Giovane o il Fanciullo (in tedesco Heinrich das Kind) (1308 circa – Mieszkowice, luglio 1320) fu l'ultimo margravio del Brandeburgo della dinastia degli ascanidi dal 1319 alla morte.

## Biografia
I genitori di Enrico erano il margravio Enrico I di Brandeburgo-Stendal e Agnese, figlia del duca della dinastia Wittelsbach Luigi II di Baviera. Enrico ebbe anche tre sorelle maggiori.
Nel 1319, all'età di 11 anni, Enrico II succedette a suo cugino Valdemaro nel margraviato del Brandeburgo, il quale era morto senza figli. Il duca di Pomerania Wartislaw IV sfruttò l'occasione per assumere il ruolo di reggente di Enrico e usò questa sua posizione per promuovere i propri interessi nel lungo conflitto tra Brandeburgo e Pomerania. A sua volta il parente ascanide di Enrico, il duca Rodolfo I di Sassonia-Wittenberg, intervenne e cercò di assumere la reggenza. Il re Ludovico il Bavaro, fratellastro della madre di Enrico, Agnese, lo dichiarò maggiorenne, anche se non lo infeudò di Brandeburgo.
Enrico morì nel 1320 senza aver mai agito in modo indipendente. Con la sua morte inoltre finì la linea di Brandeburgo della dinastia ascanide. Il margraviato andò quindi al re Ludovico il Bavaro, il quale nel 1323 lo diede al figlio maggiore Ludovico V.

## Statua

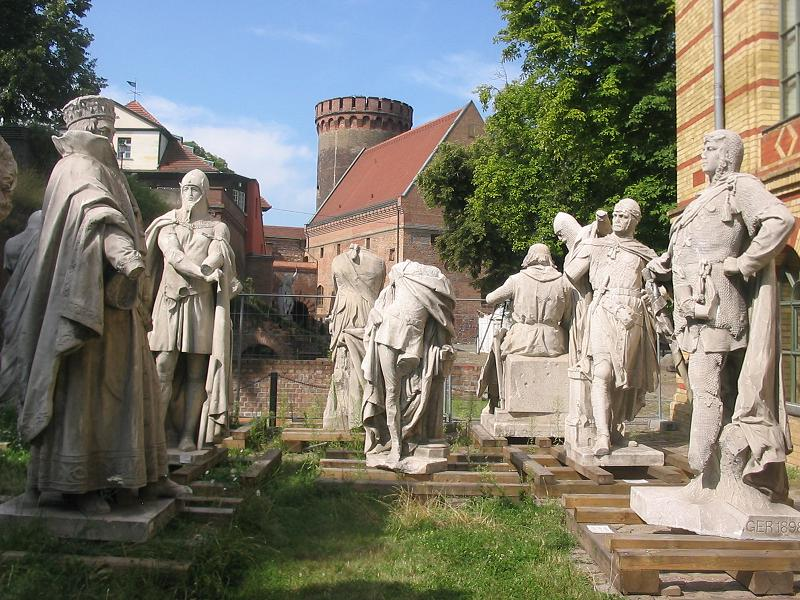
Statua di Enrico (al centro), cittadella di Spandau

Il 22 marzo 1900 venne inaugurata una statua di Enrico II del viale Siegesallee a Berlino dello scultore August Kraus (1868-1934). Kraus usò come modello per la statua Paul Bazelaire, un giovane violoncellista francese che si trovava a Berlino per visitarla. Insieme alle statue del tutore di Enrico, il duca Wartislaw IV di Pomerania e il cavaliere Wedigo von Plotho (modellato sulle fattezze di Heinrich Zille, amico di Kraus), formarono il gruppo di statue numero 9.
La statua venne gravemente danneggiata nella seconda guerra mondiale e attualmente è esposta nella cittadella di Spandau.

## Ascendenza
|                                                               |                                                      |                                                       | Genitori                                                      |  |  | Nonni |  |  | Bisnonni                             |  |  | Trisnonni                          |  |
|                                                               |                                                      |                                                       |                                                               |  |  |       |  |  | Alberto II, margravio di Brandeburgo |  |  | Ottone I, margravio di Brandeburgo |  |
|                                                               |                                                      |                                                       |                                                               |  |  |       |  |  | Alberto II, margravio di Brandeburgo |  |  | Ottone I, margravio di Brandeburgo |  |
|                                                               |                                                      | Giuditta di Polonia                                   |                                                               |  |  |       |  |  | Alberto II, margravio di Brandeburgo |  |  |                                    |  |
| Giovanni I, margravio di Brandeburgo                          |                                                      |                                                       |                                                               |  |  |       |  |  | Alberto II, margravio di Brandeburgo |  |  |                                    |  |
|                                                               |                                                      | Matilde di Lusazia                                    | Corrado II, margravio di Lusazia                              |  |  |       |  |  |                                      |  |  |                                    |  |
|                                                               |                                                      | Matilde di Lusazia                                    | Corrado II, margravio di Lusazia                              |  |  |       |  |  |                                      |  |  |                                    |  |
|                                                               |                                                      | Matilde di Lusazia                                    | Elisabetta di Polonia                                         |  |  |       |  |  |                                      |  |  |                                    |  |
| Enrico I, margravio di Brandeburgo-Stendal                    |                                                      | Matilde di Lusazia                                    |                                                               |  |  |       |  |  |                                      |  |  |                                    |  |
|                                                               |                                                      | Alberto I, duca di Sassonia                           | Bernardo III, duca di Sassonia                                |  |  |       |  |  |                                      |  |  |                                    |  |
|                                                               |                                                      | Alberto I, duca di Sassonia                           | Bernardo III, duca di Sassonia                                |  |  |       |  |  |                                      |  |  |                                    |  |
|                                                               |                                                      | Alberto I, duca di Sassonia                           | Brigitta di Danimarca                                         |  |  |       |  |  |                                      |  |  |                                    |  |
| Giuditta di Sassonia                                          |                                                      | Alberto I, duca di Sassonia                           |                                                               |  |  |       |  |  |                                      |  |  |                                    |  |
|                                                               |                                                      | Agnese di Turingia                                    | Ermanno I, langravio di Turingia e conte palatino di Sassonia |  |  |       |  |  |                                      |  |  |                                    |  |
|                                                               |                                                      | Agnese di Turingia                                    | Ermanno I, langravio di Turingia e conte palatino di Sassonia |  |  |       |  |  |                                      |  |  |                                    |  |
|                                                               |                                                      | Agnese di Turingia                                    | Sofia di Wittelsbach                                          |  |  |       |  |  |                                      |  |  |                                    |  |
| Enrico, margravio di Brandeburgo                              |                                                      | Agnese di Turingia                                    |                                                               |  |  |       |  |  |                                      |  |  |                                    |  |
|                                                               | Ottone II, duca di Baviera e conte palatino del Reno | Ludovico I, duca di Baviera e conte palatino del Reno |                                                               |  |  |       |  |  |                                      |  |  |                                    |  |
|                                                               | Ottone II, duca di Baviera e conte palatino del Reno | Ludovico I, duca di Baviera e conte palatino del Reno |                                                               |  |  |       |  |  |                                      |  |  |                                    |  |
|                                                               | Ottone II, duca di Baviera e conte palatino del Reno | Ludmilla di Boemia                                    |                                                               |  |  |       |  |  |                                      |  |  |                                    |  |
| Ludovico II, duca dell'Alta Baviera e conte palatino del Reno | Ottone II, duca di Baviera e conte palatino del Reno |                                                       |                                                               |  |  |       |  |  |                                      |  |  |                                    |  |
|                                                               |                                                      | Agnese del Palatinato                                 | Enrico V del Palatinato, conte palatino del Reno              |  |  |       |  |  |                                      |  |  |                                    |  |
|                                                               |                                                      | Agnese del Palatinato                                 | Enrico V del Palatinato, conte palatino del Reno              |  |  |       |  |  |                                      |  |  |                                    |  |
|                                                               |                                                      | Agnese del Palatinato                                 | Agnese di Hohenstaufen                                        |  |  |       |  |  |                                      |  |  |                                    |  |
| Agnese di Baviera                                             |                                                      | Agnese del Palatinato                                 |                                                               |  |  |       |  |  |                                      |  |  |                                    |  |
|                                                               |                                                      | Rodolfo I d'Asburgo, re dei Romani                    | Alberto IV, conte d'Asburgo                                   |  |  |       |  |  |                                      |  |  |                                    |  |
|                                                               |                                                      | Rodolfo I d'Asburgo, re dei Romani                    | Alberto IV, conte d'Asburgo                                   |  |  |       |  |  |                                      |  |  |                                    |  |
|                                                               |                                                      | Rodolfo I d'Asburgo, re dei Romani                    | Edvige di Kyburg                                              |  |  |       |  |  |                                      |  |  |                                    |  |
| Matilde d'Asburgo                                             |                                                      | Rodolfo I d'Asburgo, re dei Romani                    |                                                               |  |  |       |  |  |                                      |  |  |                                    |  |
|                                                               |                                                      | Gertrude di Hohenberg                                 | Burcardo V, conte di Hohenberg                                |  |  |       |  |  |                                      |  |  |                                    |  |
|                                                               |                                                      | Gertrude di Hohenberg                                 | Burcardo V, conte di Hohenberg                                |  |  |       |  |  |                                      |  |  |                                    |  |
|                                                               |                                                      | Gertrude di Hohenberg                                 | Matilde di Tubinga                                            |  |  |       |  |  |                                      |  |  |                                    |  |
|                                                               |                                                      | Gertrude di Hohenberg                                 |                                                               |  |  |       |  |  |                                      |  |  |                                    |  |